# Evil West
Evil West é um jogo de tiro em terceira pessoa de 2022 desenvolvido pela Flying Wild Hog e publicado pela Focus Entertainment. O jogo foi lançado para PlayStation 4, PlayStation 5, Windows, Xbox One e Xbox Series X/S em 22 de novembro de 2022. Recebeu críticas mistas dos críticos.

## Jogabilidade
Evil West é um jogo de tiro em terceira pessoa. O jogador assume o controle de Jesse Rentier, um caçador de vampiros. Jesse está equipado com várias armas de fogo poderosas, incluindo um revólver de seis tiros, um rifle de alavanca e um lança-chamas. Ele também tem acesso a vários ataques corpo a corpo através de uma manopla especializada capaz de acumular energia elétrica. Os inimigos podem ficar atordoados e atordoados após um ataque corpo a corpo, permitindo aos jogadores executá-los usando um movimento finalizador especial. Os jogadores podem usar o ambiente a seu favor por exemplo, eles podem chutar os inimigos para uma armadilha de espinhos ou atirar em barris explosivos. Os jogadores ocasionalmente encontrarão chefes, que são inimigos poderosos com padrões de ataque únicos. Conforme o jogador avança, ele subirá de nível e ganhará habilidades e habilidades. A campanha pode ser jogada cooperativamente com outro jogador.

## Trama

### Premissa
Jesse Rentier (retratado por Derek Hagen), um dos últimos agentes de uma organização clandestina de caça a vampiros, deve proteger a fronteira americana de monstruosidades sobrenaturais.

### Sinopse
Jesse Rentier é um agente do Instituto Rentier, uma organização secreta dedicada a lutar contra criaturas sobrenaturais, como os Sanguisuge, também conhecidos como "Ticks", vampiros que aceitaram o "Dom da Mudança" encontrado no sangue e nas presas da humanidade. Trabalhando junto com o agente aposentado Edgar Gravenor (Damian Lynch), eles emboscaram um informante vampiro chamado Chester Morgan, que contrabandeia sangue e bestas Sanguisuge inferiores para os vampiros Highborn. Usando suas informações, eles seguem o rastro de Peter D'Abano (John Chancer), um vampiro Highborn que defende a evolução do Sanguisuge através do controle da Mudança e da declaração de guerra à humanidade antes que sua tecnologia se desenvolva a ponto de exterminar o Sanguisuge. A liderança Sanguisuge, querendo permanecer nas sombras e acreditando que controlar a Mudança é uma blasfêmia, rejeita o plano de D'Abano e condena ele e toda a sua linhagem à morte verdadeira. Jesse e Edgar então emboscam D'Abano e capturam sua cabeça, levando-a de volta para a Mansão, a sede do Instituto Rentier, para ser adicionada aos seus Arquivos de cabeças falantes ainda vivas de Sanguisuge mortos.. 
Ao chegar, Jesse tem uma discussão tensa com seu pai William (Brian Protheroe), que quer que Jesse deixe de ser agente de campo e assuma o cargo de William como chefe do Instituto. Naquela noite, é apresentada ao Secretário Adjunto da Guerra, James Harrow (Kerry Shale), uma Manopla especial capaz de quebrar os glamoures mágicos que os Sanguisuge usam para se esconder e bloquear seus covis. No entanto, a filha de D'Abano, Felicity (Emma Ballantine) ataca a Mansão com um exército de Sanguisige, matando a maior parte da equipe e agentes ali estacionados e recuperando a cabeça de D'Abano. Com William gravemente ferido, Jesse, Edgar e Harrow fogem para a cidade vizinha de Calico, onde fazem contato com a célula local do Instituto Rentier, liderada pela Dra. Emilia Blackwell (Antonia Bernath). Suspeitando que William possa ter sido infectado pelo vampirismo por Felicity, Edgar sai sozinho em busca de uma possível cura na forma de uma planta conhecida como La Orchid de la Vida, do Lago Maurepas. Enquanto isso, Jesse trabalha com o engenheiro Vergil Olney para consertar o Gauntlet depois de usá-lo demais lutando contra a perseguição de Sanguisuge. 
Enquanto recupera as peças necessárias para consertar a Manopla, Jesse descobre que Felicity tem usado uma espécie de sanguessugas gigantescas para sugar sangue velho dos cadáveres de feras míticas pré-colombianas para evoluir a si mesma e a seus Familiares, criando um exército de criaturas chamadas Sangues Sujos. Essas criaturas são mais primitivas e estúpidas do que os Familiares normais, mas têm formas poderosas e semelhantes a bestas que mudam de forma, e passam pela Mudança e então se reproduzem quase instantaneamente em comparação com o método normal e mais lento usado com Familiares humanos. Jesse limpa a cidade mineira de Baxter, contendo um desses cadáveres que estava sendo guardado pelos Familiares de Felicity. Ele então encontra um segundo cadáver antigo na Serraria McCallum, uma das muitas propriedades do Grupo de Serviços Financeiros da Andaluzia, que também serve como fazenda para as sanguessugas de Felicity. Depois de colocar fogo no cadáver e na fazenda, ele retorna a Calico para descobrir que seu pai foi realmente infectado por sangue de vampiro e está em processo de se transformar no Familiar de Felicity.
Com pouco tempo, Jesse sai para encontrar Edgar nos Pântanos de Maurepas, salvando-o de Sangues Sujos e garantindo a cura de La Orchid de la Vida, que é injetada em William. No entanto, William ainda está brevemente ligado telepaticamente a Felicity e avisa Jesse que ela está em Dickinson, um importante centro ferroviário. Apesar de saber a localização de Felicity, Harrow ordena que Jesse vá para um campo de petróleo em Kingston administrado pela Andaluzia, já que a Andaluzia era na verdade propriedade ilegal de D'Abano. Jesse deve apreender documentos das participações e ativos da empresa para o governo e Harrow afirma que os lucros serão usados para ajudar a financiar o enfraquecido Instituto. No local, Jesse encontra o contador de Harrow, que pensa que Harrow o enviou para resgatá-lo. Quando Jesse revela que Harrow não o mencionou, o contador, percebendo que Harrow o deixou para morrer, revela a Jesse que Harrow na verdade quer garantir os documentos para encher seus bolsos. Quando Jesse o confronta, Harrow, tendo sido promovido a Secretário da Guerra com controle total do Instituto, ameaça prender Jesse, esvaziar o Instituto e destruir o legado de seu pai se eles não o obedecerem. Com o incentivo de William, Jesse ignora Harrow e segue para Dickinson, onde Felicity, sem sanguessugas suficientes depois que Jesse destruiu sua fazenda de sanguessugas, está carregando vagões cheios de morcegos cheios de sangue antigo para transporte por todo o país. Jesse é derrotado durante um confronto com Felicity e não consegue impedi-la de escapar. Depois de sofrer ferimentos graves, Jesse é resgatado por um pastor chamado Stravinsky, que o leva para uma cidade próxima para se recuperar. Jesse descobre que a maioria dos habitantes da cidade foram infectados pelos morcegos, com os sobreviventes da cidade se barricando na igreja local. Stravinsky o informa sobre uma célula secreta do Instituto nas montanhas próximas, experimentando a tecnologia Gauntlet usando tempestades com raios locais, e concorda em enviar um telegrama ao Instituto para confirmar enquanto Jesse destrói os ninhos locais de Sangue Sujo. Stravinsky também explica que em seu telegrama anterior às autoridades, quando os Foulbloods apareceram pela primeira vez, eles foram informados de que Harrow cuidaria do problema. No entanto, Harrow mentiu e não fez nada que levasse os Foulbloods a correr soltos.
Jesse heads to the abandoned Institute lab in the mountains, meeting Vergil there who was sent by William to help further upgrade the Gauntlet using the lab's technology. After increasing the Gauntlet's power, Jesse and Vergil return to Calico, only to be confronted by Harrow, who has discovered they have kept William alive in violation of protocol. He orders Emilia to have Jesse and Vergil arrested, and to interrogate and kill William. When Emilia and the rest of the Calico cell refuse, Harrow leaves, promising to withdraw the U.S. government's support and to reconstruct the Institute under Harrow's name. Jesse then heads out to reunite with Edgar, who had believed Jesse was dead following the incident in Dickinson. Seeking revenge, Edgar had gone after Chester at his weapon-smuggling hideout in the mountains, planning to beat him for Felicity's whereabouts. Irritated by D'Abano and Felicity's overt actions making it harder for the Sanguisuge to hide and survive, Chester willingly tells them that Felicity is using a train manufacturing company called "Persephone" to both breed and transport her creatures across the country, that she is using the bank of Carmine City to fund her operations, and that she is planning to attack Washington D.C. Chester also warns them that the Orchid cure they used on William is only temporary, and his vampiric urges will return upon seeing a drop of blood.
Jesse segue para o laboratório abandonado do Instituto nas montanhas, onde encontra Vergil, que foi enviado por William para ajudar a atualizar o Gauntlet usando a tecnologia do laboratório. Depois de aumentar o poder do Gauntlet, Jesse e Vergil retornam para Calico, apenas para serem confrontados por Harrow, que descobriu que eles mantiveram William vivo, violando o protocolo. Ele ordena que Emilia prenda Jesse e Vergil e interrogue e mate William. Quando Emilia e o resto da célula Calico recusam, Harrow sai, prometendo retirar o apoio do governo dos EUA e reconstruir o Instituto sob o nome de Harrow. Jesse então sai para se reunir com Edgar, que acreditava que Jesse estava morto após o incidente em Dickinson. Em busca de vingança, Edgar foi atrás de Chester em seu esconderijo de contrabando de armas nas montanhas, planejando espancá-lo para saber o paradeiro de Felicity. Irritado com as ações abertas de D'Abano e Felicity, tornando mais difícil para os Sanguisuge se esconderem e sobreviverem, Chester diz a eles de boa vontade que Felicity está usando uma empresa fabricante de trens chamada "Perséfone" para criar e transportar suas criaturas por todo o país, que ela está usando o banco de Carmine City para financiar suas operações, e que ela está planejando atacar Washington DC Chester também os avisa que a cura para orquídeas que usaram em William é apenas temporária, e seus impulsos vampíricos retornarão ao ver uma gota de sangue.
Jesse e Edgar correm de volta para Calico, mas chegam e descobrem que William se transformou em sua ausência, matou vários membros da célula de Calico, incluindo Vergil, e depois fugiu. Percebendo que seu pai está muito longe, Jesse promete caçar William. Jesse segue a trilha de William até a base de Felicity em Perséfone, onde ele relutantemente o mata depois de descobrir que William se transformou em um Highborn. Ele então segue para a sede de Felicity em Carmine City, onde ela e D'Abano usavam o banco local para financiar suas atividades. Depois de limpar a cidade dos numerosos Familiares e Sangues Sujos que protegiam o banco, Jesse descobre que Felicity já se foi. No entanto, ele é capaz de recapturar a cabeça ainda viva de D'Abano enquanto ela tenta se regenerar em um banho de sangue. Sob interrogatório, D'Abano revela que, devido às ações de Jesse na destruição da fazenda de sanguessugas e de seu exército em Perséfone, Felicity não tem as forças necessárias para atacar a Casa Branca para poder transformar o presidente Grover Cleveland (Stuart Milligan) em um Familiar. Em vez disso, Felicity partiu para emboscar o presidente Cleveland enquanto ele assistia a uma estreia na Chesterfield Opera em D.C. com Harrow e segurança mínima. Jesse e seus amigos, após roubarem o dirigível de Harrow, seguem Felicity e chegam no meio de seu ataque à ópera. Enquanto seus amigos protegem o presidente Cleveland, Jesse confronta Felicity, que sofreu mutação e ficou perturbada devido ao sangue antigo. Após uma batalha prolongada, Jesse finalmente consegue matá-la.
Embora Harrow tente reivindicar o crédito pelo sucesso do Instituto, Emilia já havia informado o Presidente Cleveland sobre como Harrow tem abusado de sua posição para obter lucro e ameaçado ativamente o país, levando à sua prisão e demissão. Depois que Jesse recusou sua oferta para ser o novo Secretário da Guerra, o presidente Cleveland promete devolver o controle total do Instituto Rentier a Jesse e dar-lhe total apoio na guerra contra o Sanguisuge. Sabendo que é preciso fazer melhorias para vencer a guerra contra os Sanguisuge, Jesse e Emília começam a ter ideias para reconstruir e reformar o Instituto Rentier.

## Desenvolvimento
Evil West foi desenvolvido pelo estúdio polonês Flying Wild Hog. O sistema de combo do jogo foi inspirado na serie Devil May Cry, enquanto a perspectiva em terceira pessoa e o combate corpo a corpo foram inspirados em God of War de 2018.
Flying Wild Hog e a editora Focus Entertainment anunciaram sua parceria em setembro de 2020. O jogo foi anunciado no The Game Awards 2020. O jogo foi inicialmente programado para ser lançado em 20 de setembro de 2022 para Microsoft Windows, Xbox One, Xbox Series X/S, Playstation 4 e Playstation 5, mas foi posteriormente adiado para 22 de novembro de 2022.

## Recepção
Evil West reccebeu críticas "mistas ou médias" dos críticos para as versões para PC e PS5, enquanto a versão Xbox Series X/S recebeu críticas "geralmente favoráveis", de acordo com o site agregador de análiseste Metacritic.